# .exe
Pour les articles homonymes, voir exe.

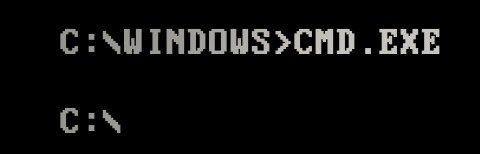
Exemple d'un .exe

Le .exe est une extension de nom de fichier qui désigne un fichier exécutable. Cette extension identifie le fichier principal de tous les programmes exécutables fonctionnant sous les différentes versions des systèmes d'exploitation Microsoft Windows, DOS ou encore OpenVMS, Symbian OS ou OS/2. Elle est utilisée pour nommer les fichiers exécutables et un double clic permettra d'exécuter les tâches prévues pour ces programmes. Ces fichiers sont (généralement) distribués aux utilisateurs parmi les applications au travers des stores d'applications, des programmes d'installation de logiciel, ou préinstallés par le constructeur de l'ordinateur.
Sous cette extension se cachent différents formats de fichiers, définis avec l'évolution de DOS et Windows et les autres OS, dont l'utilisateur n'a généralement pas à se soucier.
La convention, sous Windows, pour lancer une application, pour l'utilisateur lambda est d'accéder à celle-ci au travers du "menu démarrer" ou au travers de fichiers de raccourcis sur le bureau pour les versions anciennes de Windows, ou encore au travers de l'interface Modern UI pour les versions récentes. Les techniciens peuvent aussi utiliser des interfaces textuelles comme command.com et powershell au travers de la console windows en tapant le nom d'une commande, sans son extension. À chaque application correspond un ou plusieurs fichiers à l'extension .exe qui permettent d'exécuter le programme afin de l'utiliser.
On peut trouver des fichiers .exe en lançant l'explorateur de fichier de Windows explorer, en prenant soin de le configurer afin d'afficher les extensions des noms de fichiers et en ouvrant le dossier d'installation des applications sous Windows, généralement un dossier nommé "Program Files", ou en ouvrant le dossier d'installation de windows, généralement C:\Windows dans lequel on peut voir par exemple l'éditeur de texte notepad.exe, livré avec le système d'exploitation, ou des utilitaires d'administration comme l'éditeur de base de registre.

## Présentation
Selon sa documentation d'origine, un des fichiers au format .exe, appelé le format MZ, associé à DOS, se compose de trois parties distinctes : l'entête, la table de relocation (en) et le code binaire. L'entête est développé par un grand nombre de programmes afin de stocker les informations de copyright de l'exécutable. Ce format a succédé au format COM de DOS.
Outre le programme exécutable, la majorité des fichiers en .exe contient d'autres composants appelés ressources, comme des images matricielles et des icônes que le programme exécutable peut utiliser pour son interface graphique.